# Мамутов, Косан
Косан Мамутов (в некоторых источниках "Мамытов") (1922—1993) — младший лейтенант Советской Армии,  Герой Советского Союза (1944), участник штурма Берлина, участник Великой Отечественной Войны, Персональный пенсионер Союзного значения, Заслуженный металлург Казахской ССР.
Участник Парада Победителей 24 июня 1945 года в г.Москва, где прошёл с боевым знаменем, что означало выражение высшей воинской чести для особо отличившихся мужеством, храбростью, героизмом и военным мастерством. 
Участник Парада Победы 7 сентября 1945 года в г. Берлин.

## Биография
Родился 12 февраля 1922 года в селе Георгиевка (ныне — Коксаек Толебийский район Туркестанской области Казахстана).
После окончания начальной школы работал в колхозе.
В марте 1942 года Мамутов добровольцем ушёл в Рабоче-крестьянскую Красную Армию. С сентября того же года — на фронтах Великой Отечественной войны. Боевой путь начал на Сталинградском фронте. 
К февралю 1944 года гвардии красноармеец Косан Мамутов был пулемётчиком 336-го гвардейского стрелкового полка 120-й гвардейской стрелковой дивизии 3-й армии 1-го Белорусского фронта. Отличился во время освобождения Гомельской области Белорусской ССР. 21 февраля 1944 года Мамутов одним из первых в своём подразделении форсировал Днепр в районе деревни Кистени Рогачёвского района и в бою на его западном берегу лично уничтожил несколько немецких пулемётов. Во время боёв за освобождение Рогачёва Мамутов первым ворвался в немецкую траншею, вступил в рукопашную схватку с 45-ю гитлеровцами и уничтожил в одиночку 34 солдат противника.
При освобождении Рогачёва, оставшись на боевой позиции один, стреляя то из станкового, то из ручного пулеметов, Қосан Мамутов 4,5 часа удерживал атаку целого батальона.
Указом Президиума Верховного Совета СССР от 3 июня 1944 года за «образцовое выполнение боевых заданий командования на фронте борьбы с немецкими захватчиками и проявленные при этом мужество и героизм» гвардии красноармеец Косан Мамутов был удостоен высокого звания Героя Советского Союза с вручением ордена Ленина и медали «Золотая Звезда» за номером 1664.
В 1945 году окончил курсы младших лейтенантов.
В 1948 был уволен в запас. Проживал и работал сначала в Чимкенте , 25 лет в плавильном цехе Чимкентского свинцового завода, затем с 1973 в Алма-Ате. Скончался 25 сентября 1993 года в г Алматы, похоронен на кладбище вдоль Тамерлановского шоссе в г. Шымкент..
Почётный гражданин Рогачёва. Был также награждён орденами Октябрьской Революции и Отечественной войны 1-й степени,                 2 медалями "За Отвагу", медалью "За взятие Берлина", рядом других медалей и орденов.